# Almeida (Boyacá)
Almeida es un municipio situado en el extremo suroriente de la Provincia del Oriente, en el Departamento Colombiano de Boyacá. Se encuentra ubicado en inmediaciones del embalse la Esmeralda que abastece la Central Hidroeléctrica de Chivor, se comunica vía terrestre con el municipio de Guateque del cual dista 27,5 km

## Toponimia

### Origen lingüístico[3]
- Familia lingüística: Afroasiática
- Lengua: Árabe

### Significado
Tal vez, almeida se origina en la lengua árabe, a partir de los vocablos al "grande", y medina "ciudad", "gran ciudad" o "la ciudad".
También Almeida es una expresión que proviene de la lengua portuguesa y nombra una “forma hueca donde encaja la caña de un timón”. Almeida es variación de la voz antigua almáyda-mápidah, que significa “mesa, cadera”, posiblemente haciendo referencia a la fisiología del municipio”.

### Origen / Motivación
El nombre del municipio fue puesto en homenaje a los hermanos Ambosio y Vicente Almeida, mártires de la batalla de Boyacá en el año de 1817, quienes apoyaron a la guerrilla de la Niebla en el proceso de independencia de España.

### Nombres históricos
- Trinidad (1889)

## Historia
El municipio fue fundado inicialmente en un vereda de nombre Yavir del municipio de Somondoco el 26 de abril de 1889, con el nombre de La Santísima Trinidad en honor a tres obispos de la región. Posteriormente fue cambiado el nombre por el actual Almeida, como tributo a los hermanos Almeida soldados de la independencia que lucharon en la Batalla de Boyacá.
El 28 de agosto de 1906 se erigió como la Parroquia de la Trinidad. El 24 de septiembre de 1907 se efectuó la fundación oficial por medio del Acuerdo Departamental N.º 003 del 4 de julio de 1907, se erigía la Trinidad como municipio y fue confirmado por el decreto nacional 605 del 4 de junio de 1908 bajo la presidencia del general Rafael Reyes; siendo el cura párroco Enrique Sáenz a quien se reconoce como el fundador.

## Geografía
- Extensión total: 57,98 km²
- Extensión área urbana: 0,13 km²
- Extensión área rural: 57,85 km²
- Altitud de la cabecera municipal (metros sobre el nivel del mar): 1925 m s. n. m. (metros sobre el nivel del mar)
- Temperatura media: 15,4 y 17,3 °C
- Distancia de referencia: 125 km a Tunja y 142 km a Bogotá.

Almeida es un municipio situado en la Provincia del Oriente, en el Departamento de Boyacá, de topografía irregular, y por ello con diversidad agrícola y ecológica.
El municipio de Almeida se caracteriza por presentar fenómenos tectónicos intensos que afectaron todas las rocas presentes en la cuenca, los principales elementos estructurales están constituidos por los plegamientos que formaron anticlinales y Sinclinales amplios y simétricos (Sinclinal de La Cuya y Anticlinal de Almeida) y algunas pequeñas fallas, fracturas y lineamientos con orientación preferencial N 30 E. La evolución geológica del área es el resultado de importantes eventos ocurridos entre el paleozoico y el Cenozoico, periodos en los que se presentó el pliegue, fracturas y fallas de las diferentes rocas que afloran en el área dando origen a diferentes depósitos

### Lìmites
Almeida está delimitada por los siguientes municipios (enlace roto disponible en Internet Archive; véase el historial, la primera versión y la última).
| Noroeste: Somondoco (Quebrada Cuya) | Norte: Garagoa | Nordeste: Macanal (Embalse la Esmeralda) |
| Oeste: Somondoco (Quebrada Cuya)    |                | Este: Macanal (Embalse la Esmeralda)     |
| Suroeste: Guayatá                   | Sur: Chivor    | Sureste: Chivor                          |

### Hidrografìa
Quebradas: Cuya, Chital, Arenal, Manzanos, Varal, Pozo, Potreros,, Rocha, Ancha, Seca, Centro, Barro Amarillo, Floresta, Cristalina, Umbavitay Guaneyes.
Lagunas: Laguna Blanca, Clara y la Horqueta.

## Ecología
Existe gran diversidad de ecosistemas principalmente en la zona alta del municipio que comprende la Cuchilla de San cayetano, límites con los Municipios de Chivor y Guayatá, donde se ubican el Cerro negro, Pico de la chula, Las flores y el Cerro del sauche, los cuales contienen especies como Oso de anteojos, zorrillos, ardillas, cerdos salvajes, tinajos, puerco espin, pavas y serpientes; flores silvestres como orquideas, helechos, siete cueros y árboles maderables como cedro y amarillo.

## Economía
La economía se basa en la ganadería de doble propósito, la agricultura y la minería de agregados destinados al mantenimiento de las vías. 
El número de cabezas de ganado asciende a 3.200 representadas en 1.100 machos y 2.010 hembras. La producción de leche promedio diaria en litros es de 1.500, con 500 vacas de ordeño. Otras especies pecuarias presentes en los sistemas de producción del municipio son: porcinos 345, ponedoras 3000 y pollo de engorde 20.000. Adicionalmente existe 111 estanques piscícolas, con especies de cachama, mojarra roja y la trucha. 
La actividad minera consiste en la obtención de recebo para el mantenimiento de las vías. La explotación de esmeraldas no se aplica al municipio, por no encontrarse en la formación lutitas de Macanal.
La actividad comercial es baja por la vecindad con centros de comercio regionales, sin embargo en el municipio se comercializan algunos productos agropecuarios como el tomate, el fríjol, el maíz, carne y queso con los municipios de Guateque, Garagoa y la capital del país, donde a su vez se adquieren artículos para la canasta familiar e insumos para el agro.

## Turismo
Dentro de los sitios turísticos del municipio se pueden mencionar los siguientes:
- Embalse de La Esmeralda
- La Cuchilla de San Cayetano
- Monumento del Alto de Cristo Rey (sector sur occidental de la cabecera municipal)
- Monumento al Sagrado Corazón (vereda Curiavaca Arriba)
- Monumento a San Antonio ubicado en la vereda Rosal
- El monumento a San Judas Tadeo (salida a Chivor)
- Monumento a la Virgen del Carmen (salida a Las Juntas)

Otros sitios de interés son: Ecocedros, centro recreacional en las riveras del embalse en la vereda Tibaita, los puentes colgantes peatonales, puente masato en la vereda Curiabaca Abajo y San Luis en la vereda de Belén, los miradores del Alto del Águila en la vereda Tona y el Cañón del Infierno en la vereda Yavir.